# Anisodes tribeles
Anisodes tribeles là một loài bướm đêm trong họ Geometridae.